# 집 (소설)
《집》(家)은 자연주의 작가 시마자키 도손의 자전소설이다. 1898년 여름부터 1910년 여름까지 12년 동안, 고뇌로 점철된 자신의 청장년기 삶을 예술화해서 기록했다. 작가는 구가를 지켜야 하는 중압감이 인간성에 미치는 악영향과 당사자가 겪는 뼈저린 고통을 파헤쳤고, 그로 인해 작품에는 당시 일본의 인습과 새로운 시대정신의 상극 간에 생긴 비극이 투영된 어두움이 깔려 있다. 일본 메이지 사회의 단면이 여실히 드러난 작품으로 평가받는다.

## 배경
≪집≫은 시마자키 도손(島崎藤村)의 자전소설로, 1898년 여름부터 1910년 여름까지 12년 동안 벌어진 일상을 다룬다. 저자의 나이 26세에서 38세까지 고뇌로 점철된 그의 청장년기의 삶을 예술화해서 기록한 것인 만큼, 등장인물은 대부분 실재 인물을 설정하고 단지 이름만 바꾸었다.
작품은 스물여섯 청년 시인 고이즈미 산키치가 누님이 시집간 기소 후쿠시마의 하시모토 집에 놀러 가 여름 한철을 지내는 것으로 시작된다. 산키치의 매형이자 하시모토가의 주인인 다쓰오는 젊었을 때 구가의 중압감에서 벗어나고자 고향을 떠났지만 결국 실패하여 고향으로 돌아왔다. 그는 한때 기소 제일의 인재로 주목받았으나 지금은 한낱 범속한 시정인에 불과하다. 그의 아들 쇼타는 산키치보다 세 살 아래로, 주위에서 그에게 거는 기대가 컸다. 따라서 일찍부터 구가의 중압감이 젊은 쇼타를 숨 막히게 했다. 쇼타도 마침내 아버지의 전철을 밟게 되면서, 흔들림 없이 서생으로 살아가는 젊은 외삼촌을 부러워한다. 그러나 쇼타의 눈에 자유로워 보이는 산키치도 결코 남에게 부러움을 살 정도로 평탄한 삶을 사는 청년은 아니었다. 산키치 역시 구가의 중압감이, 막내인 그의 어깨를 가차 없이 짓눌렀다. 더구나 아직도 존재하는 하시모토가에 비해 고이즈미가는 완전히 유명무실해졌다.
≪집≫은 한편으로는 근대정신과 생활에 대한 동경을 가지고, 다른 한편으로는 몰락해 가는 구가(舊家)로 인해 고뇌에 휩싸이는 작가의 체험 속에서 탄생되었다. 영락해 가는 구가로 인한 중압감에는 당사자 외에는 알 수 없는 뼈저린 고통이 감춰져 있다. 작가는 구가를 지켜야 하는 중압감이 인간성에 미치는 악영향을 남김없이 파헤친다. 인재를 범속한 시정인으로 바꿔 버린 그 엄청난 압력은 주인공 산키치의 형들을 불쌍한 희생자로 만들었다. 그들은 어질고 착한 탓에 남에게 이용당하고 실패를 반복한 나머지 퇴폐의 길을 걷게 되었다. 모든 것이 구가의 욕망, 체면이 초래한 비극이다. 개인적인 의지의 문제가 아니라 가족제도가 초래한 구가의 의식 문제다.
이 외에도 이 작품에는 ‘신(新)’과 ‘구(舊)’의 대조, 남녀평등을 기반으로 하는 부부 관계가 유지되는 새로운 집의 구성을 보이기도 한다. 하지만 도손이 “내 스스로도 우울한 작품”이라 말한 것처럼, ≪집≫에 깔린 ‘어두움’은 독자를 고통의 늪으로 끌어들인다. 이는 당시 일본이 품고 있던 어두움−전통적 인습과 새로운 시대정신의 상극 간에 생긴 비극이 그대로 투영된 어두움이다. 일본 메이지 사회의 한 단면이 여실히 드러난 작품이라 할 수 있다.